# Obersolis

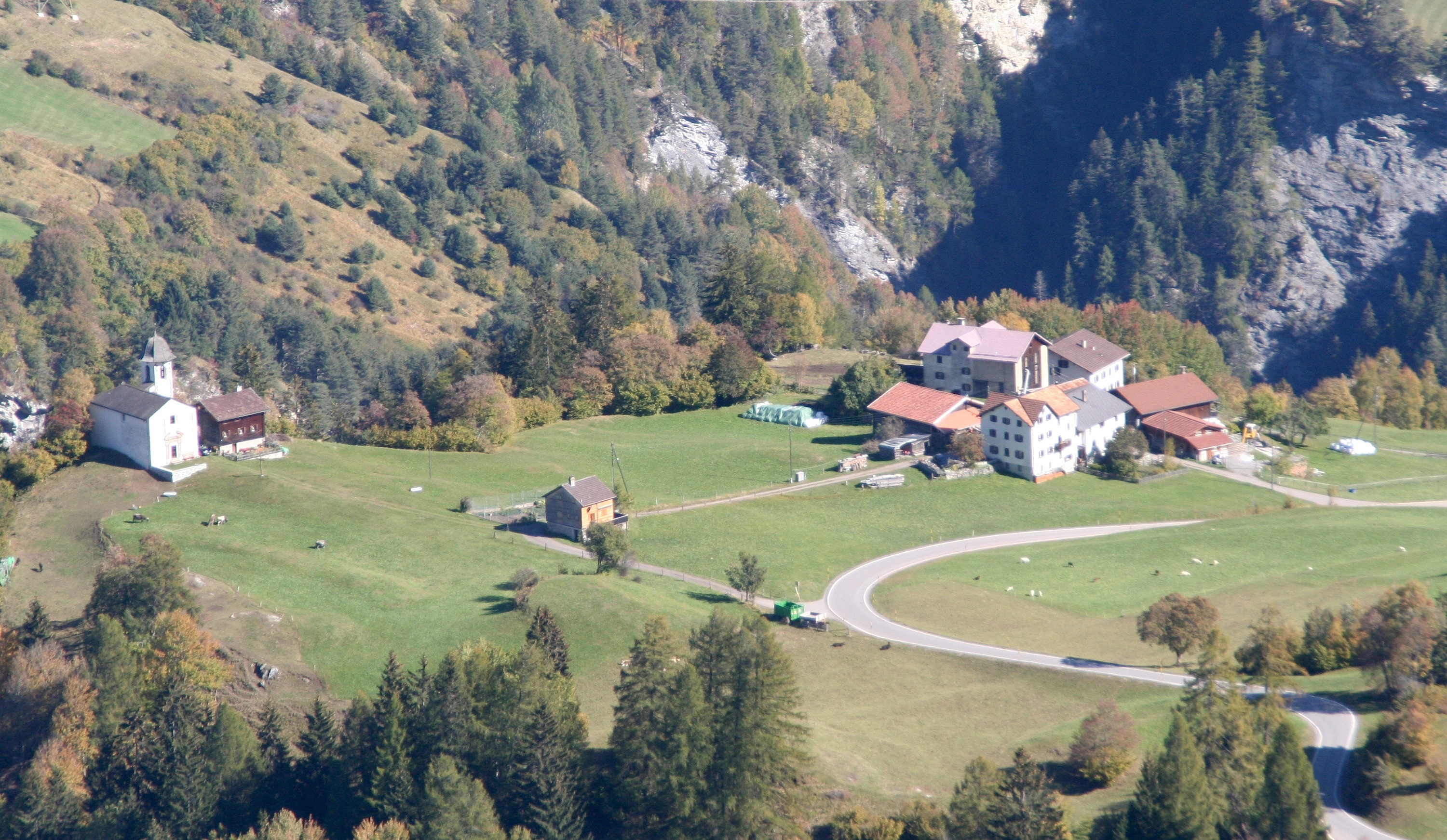
Blick auf Obersolis, links die Wallfahrtskirche mit dem Pfarrhaus.

Obersolis ist eine Fraktion der Bündner Gemeinde Vaz/Obervaz. Sie liegt als einzige Fraktion der Gemeinde links der Albula, auf der südlichen Seite der Schinschlucht. Obersolis ist der Poststelle 7450 Tiefencastel zugeteilt und besteht aus den Kleinsiedlungen Solis (rätoromanisch Solas, 850 m ü. M.) und Obersolis,  (rätoromanisch Solas seura, 1120 m). 1990 zählte Obersolis 8 Einwohner.

## Geschichte

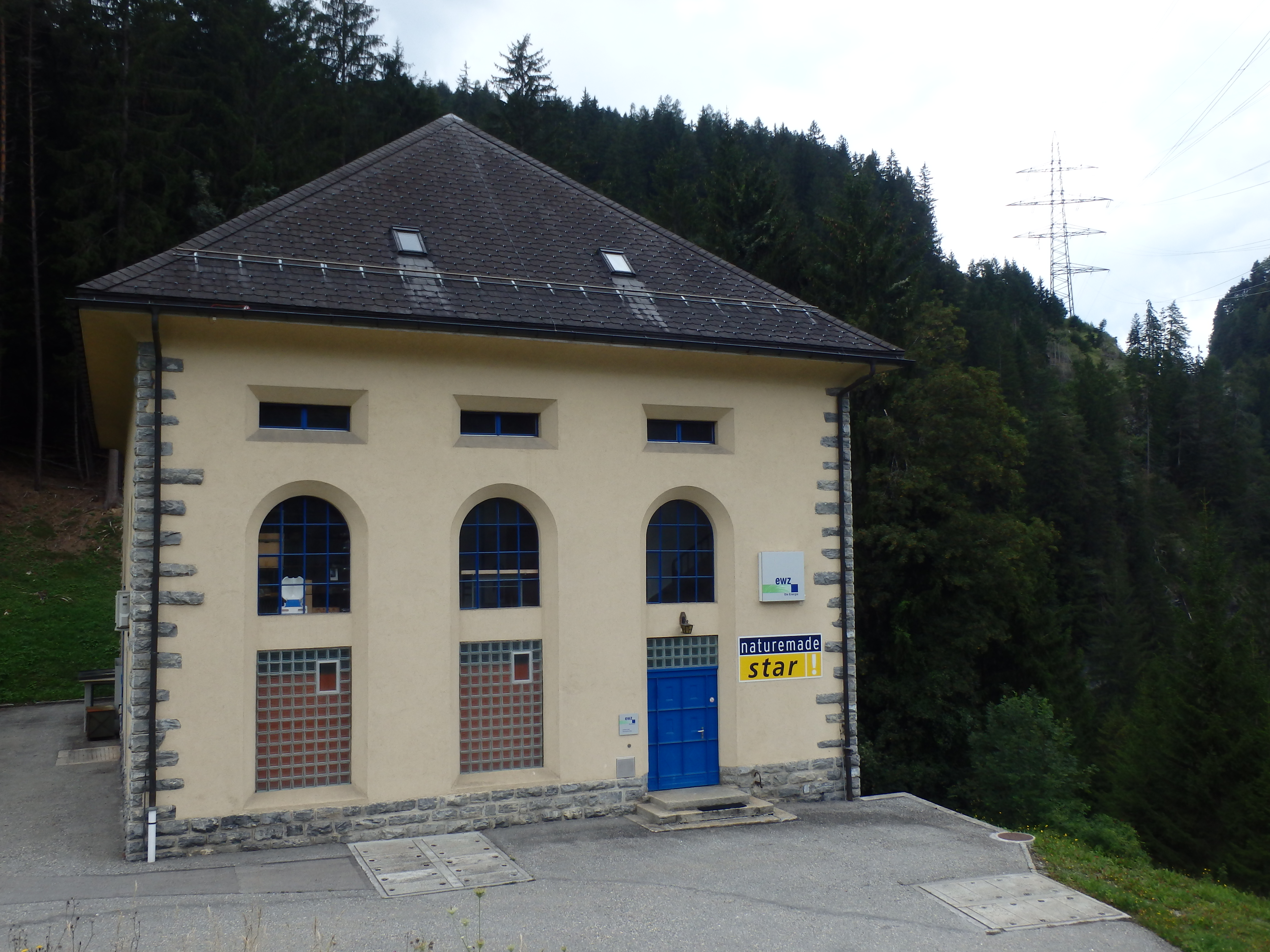
Maschinenhaus des Heidseewerks

Um 1330 wurde Solis als ze Soles erstmals erwähnt. Der vazische Einkünfterodel von ca. 1330 nennt für Solis zwei Höfe. Archäologische Funde belegen, das Solis bereits zur Römerzeit besiedelt war.

## Wirtschaft

### Heidseewerk
1917 bis 1919 baute das Elektrizitätswerk der Stadt Zürich (EWZ) das Heidseewerk, dessen Maschinenhaus in Solis steht. Es verarbeitet das Wasser vom Heidsee und diente anfänglich der Spitzenergiedeckung im Winter, wenn die Albula zu wenig Wasser führte, sodass das Albulawerk nicht die volle Leistung erbringen konnte. Ursprünglich befanden sich zwei Peltonturbinen im Maschinensaal, welche 1953 durch eine neue Peltonturbine ersetzt wurden. Das Kraftwerk erreicht eine Turbinenleistung von 7 MW und erzeugt jährlich 24 GWh Ökostrom.

## Verkehr

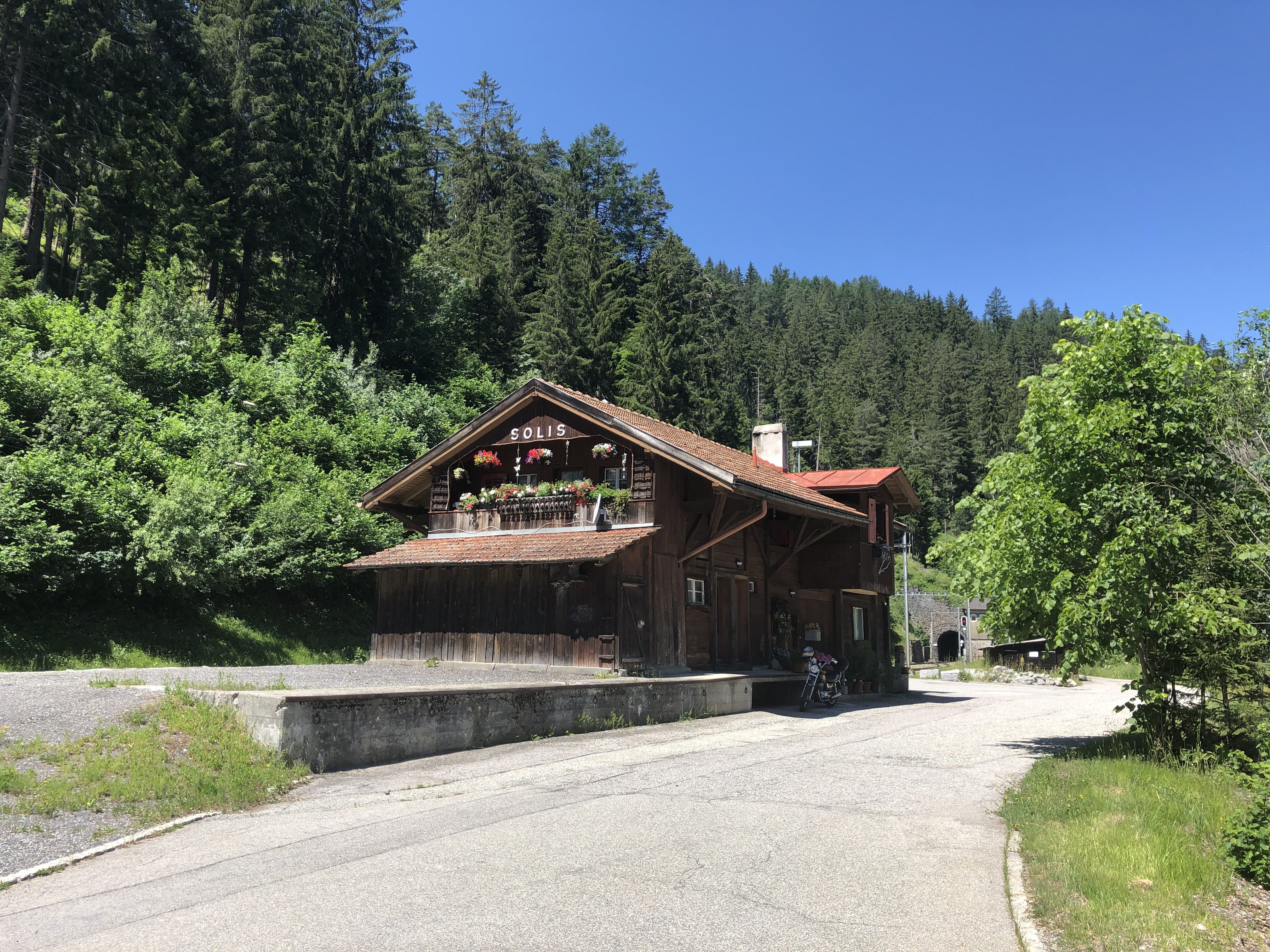
Dienststation Solis der RhB

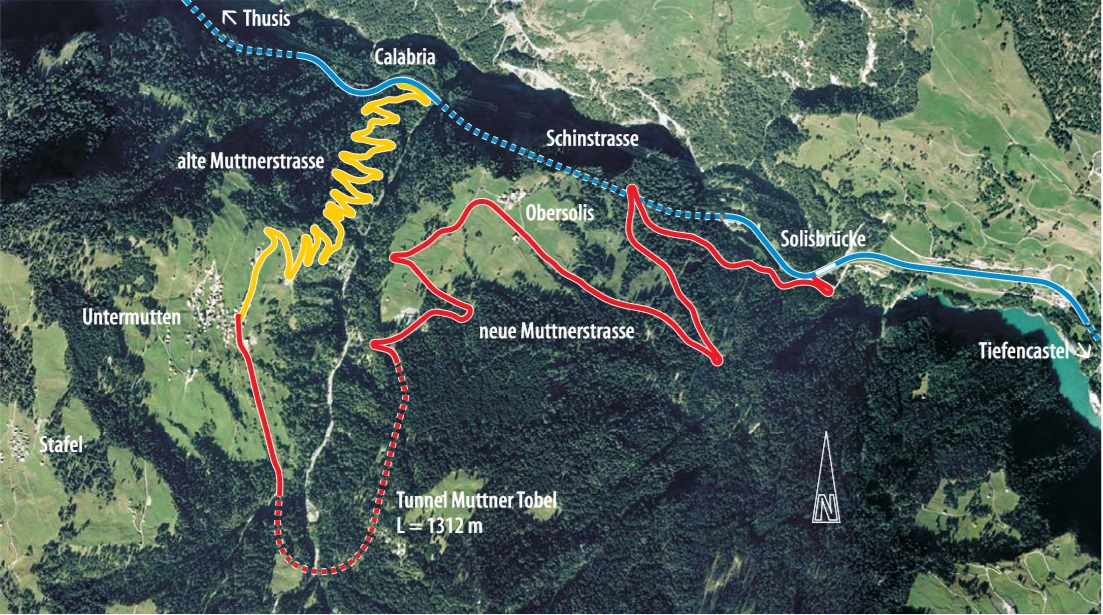
Alte und neue Muttnerstrasse. Die neue Muttnerstrasse (rot) führt von der Abzweigung der Schinstrasse bei der Soliser Brücke über Obersolis zum Tunnel Muttner Tobel.

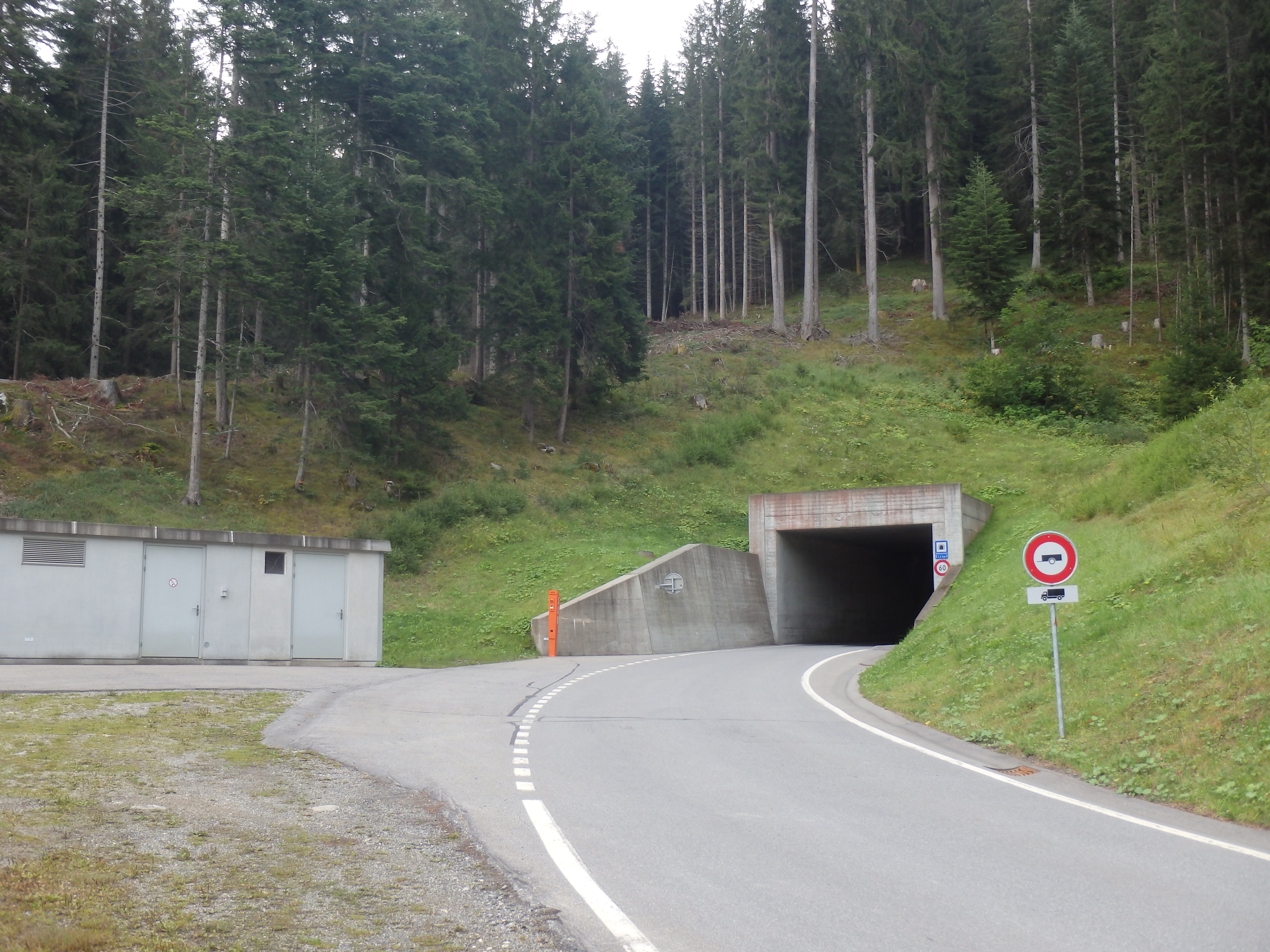
Nordportal und Kilometer 0 des 1312 m langen Tunnels Muttner Tobel, links Transformatorenstation des EWZ. Wegen des geringen Verkehrs wurde auf eine Tunnelbelüftung verzichtet.

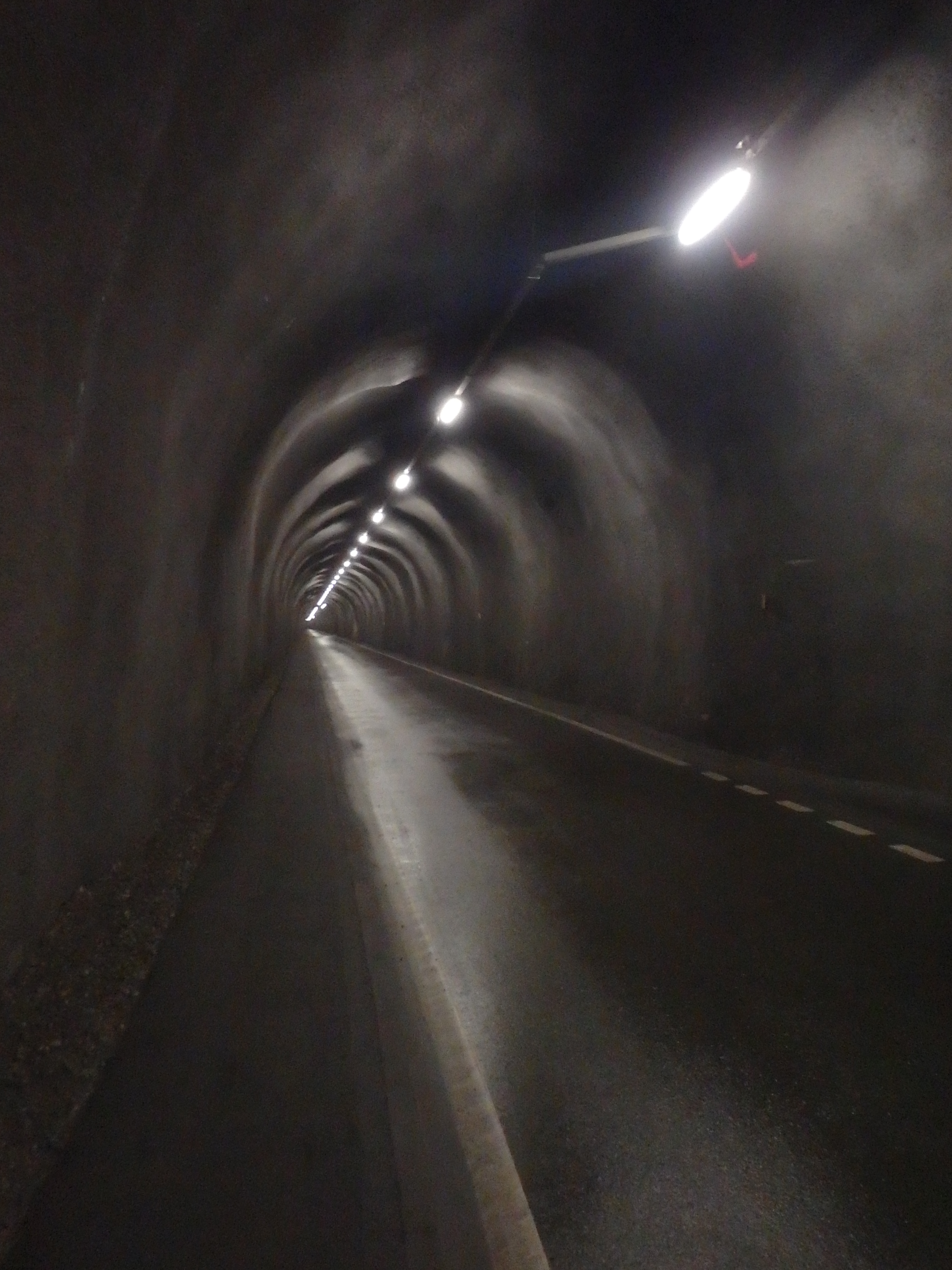
Blick von Tunnelkilometer 0,680 Richtung Nordportal. Der einspurige Tunnel ist mit Spritzbeton ausgekleidet.

Ursprünglich bestand eine Saumwegverbindung nach Mutten. Seit 1869 wird Solis mit der Kantonsstrasse durch die Schinschlucht erschlossen. 1903 eröffnete die Rhätische Bahn (RhB) die Albulalinie mit der Station Solis, die heute nur noch als Dienstbahnhof dient.
Seit 2006 führt eine neuerstellte 6,4 Kilometer lange einspurige Strasse von der Soliserbrücke über Obersolis nach Mutten. Hauptbestandteil der neuen Verbindung ist der 1312 Meter lange Tunnel Muttner Tobel, der das gleichnamige Tal gefahrenlos unterquert. Die Strasse wird von der Postautolinie 90.521 Thusis–Solis–Mutten–Obermutten benutzt.

## Bauwerke

### Wallfahrtskirche Solis

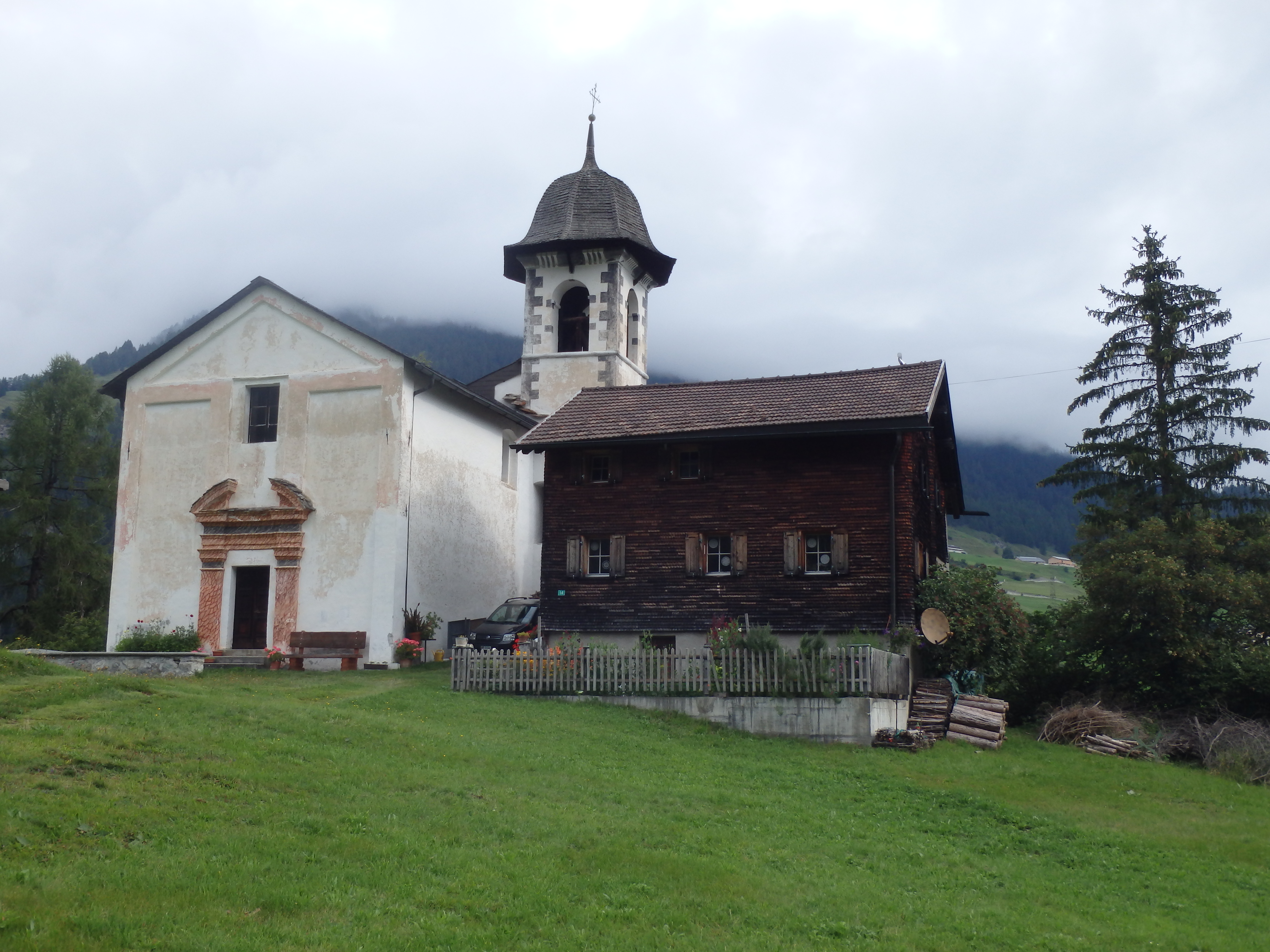
Das landschaftlich reizvoll gelegene Wallfahrtskirchlein bildet mit dem Pfarrhaus eine harmonische Einheit. Westfassade mit Portalumrahmung und mit lärchernen Schindeln bedeckte Turmkuppel.

Im Mai 1687 wurde mit dem Bau der Wallfahrtskirche St. Mariä Heimsuchung und St. Felix begonnen. Bereits seit 1354 soll dort eine dem heiligen St. Lucius geweihte Kapelle gestanden haben. Pater Bernardo die Marone O.C. leitete den Bau und zeichnete die Geschichte des Baues auf. Er und sein Mitbruder Lorenzo da Adolo sollen in drei Visionen Engel singen gehört haben, die sie zum Bau einer Kirche in Solis aufforderten. Trotz des anfänglichen Widerstands des Churer Bischofs Ulrich de Mont legte Pater Bernardo in einer Predigt am Fest Verkündigung des Herrn (25. März) 1687 seinen Plan zum Bau der Kirche vor. Laut Pater Bernardos Aufzeichnungen vollendete die Vazer Bevölkerung den Bau innerhalb von nur vier Monaten. Das beim Bau verwendete Zugvieh, das an der Maul- und Klauenseuche erkrankt war, soll nach der Arbeit gesund heimgekehrt sein. Im Jahre 1688 erfolgte die einfache Weihe der Kirche. In den folgenden Jahren wurden Sakristei, Turm und Pfarrhaus errichtet. Am 23. Juni 1697 wurde das Gotteshaus durch den Churer Bischof Ulrich von Federspiel eingesegnet.
Das Wallfahrtskirchlein gehört der Katholischen Kirchgemeinde Vaz/Obervaz Lenzerheide. Es wurde im Jahre 1979/80 aussen restauriert.

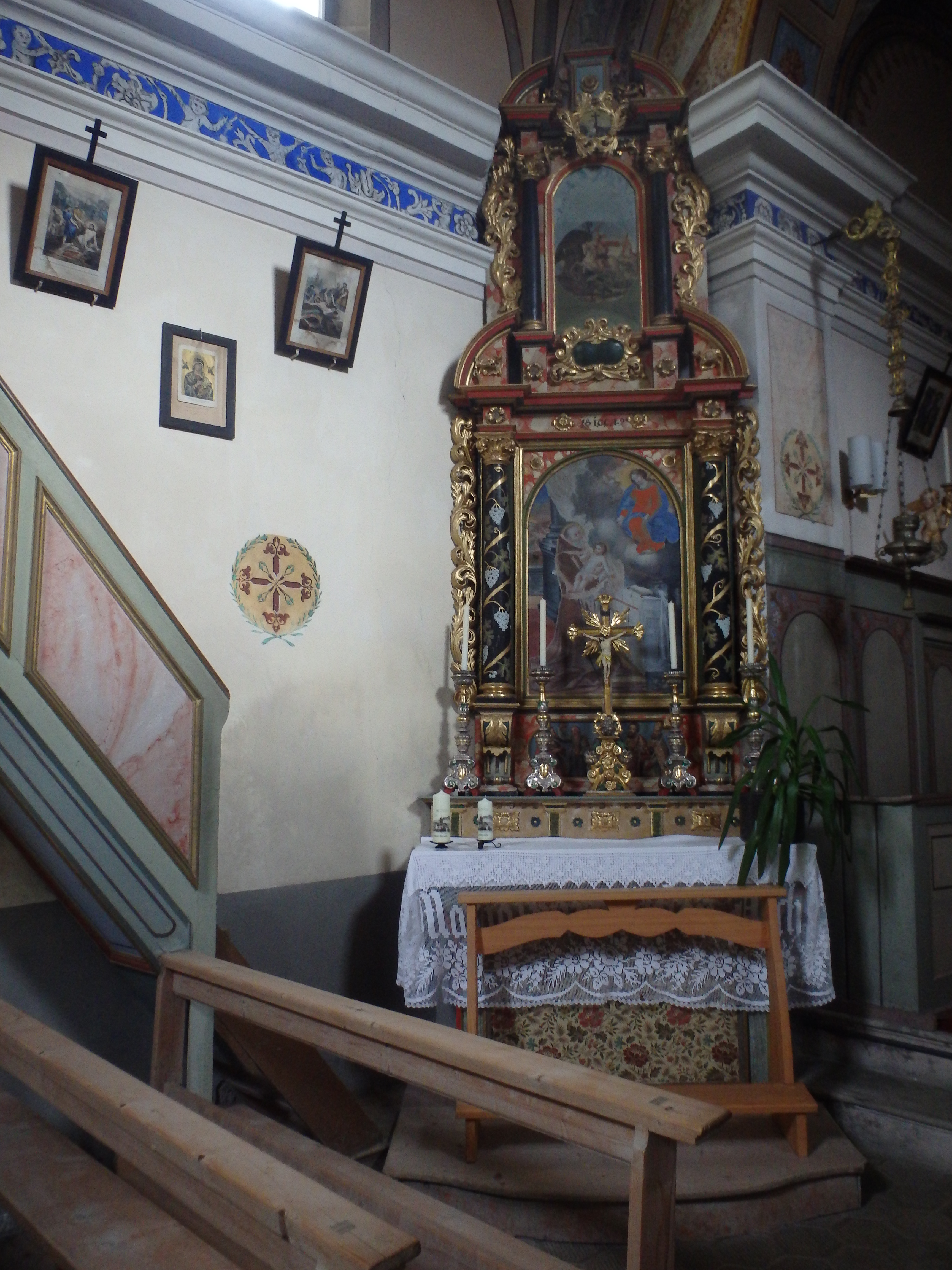
Linker Seitenaltar aus dem Jahre 1690 mit Antonius von Padua und im Giebel St. Georg. Das Gesims oben im Bild mit gemalten Fries zieht sich vom Chor über das ganze Schiff.
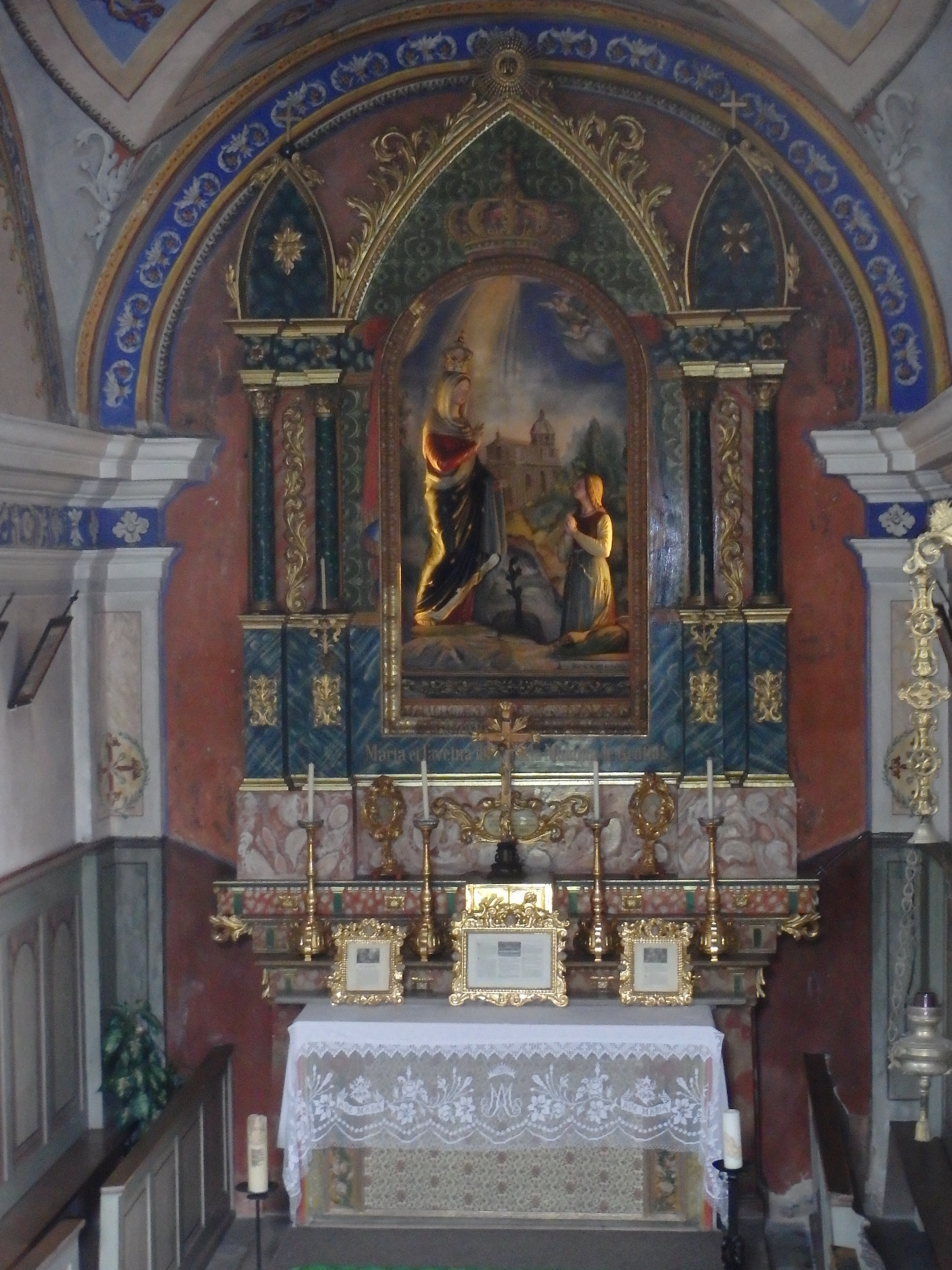
Der Hochaltar wurde 1853 neu gefasst. 1882 wurde beschlossen, den Chor zu einer kleinen Apsis auszubauen.
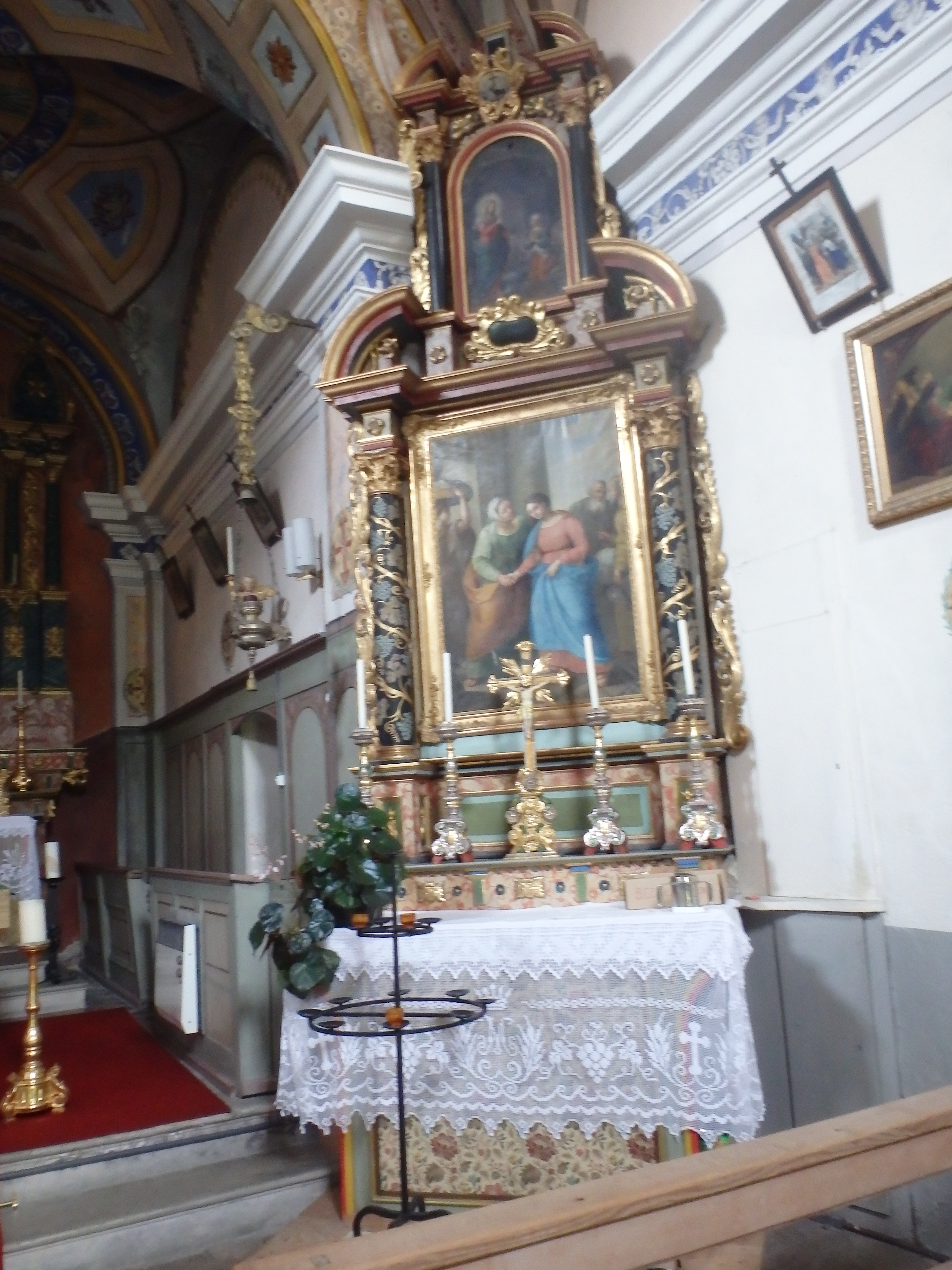
Der rechte Seitenaltar von 1690 zeigt die Begegnung von Maria mit Elisabeth, die der Titelbezeichnung des Wallfahrtskirchleins zugrunde liegt.

### Soliser Brücken

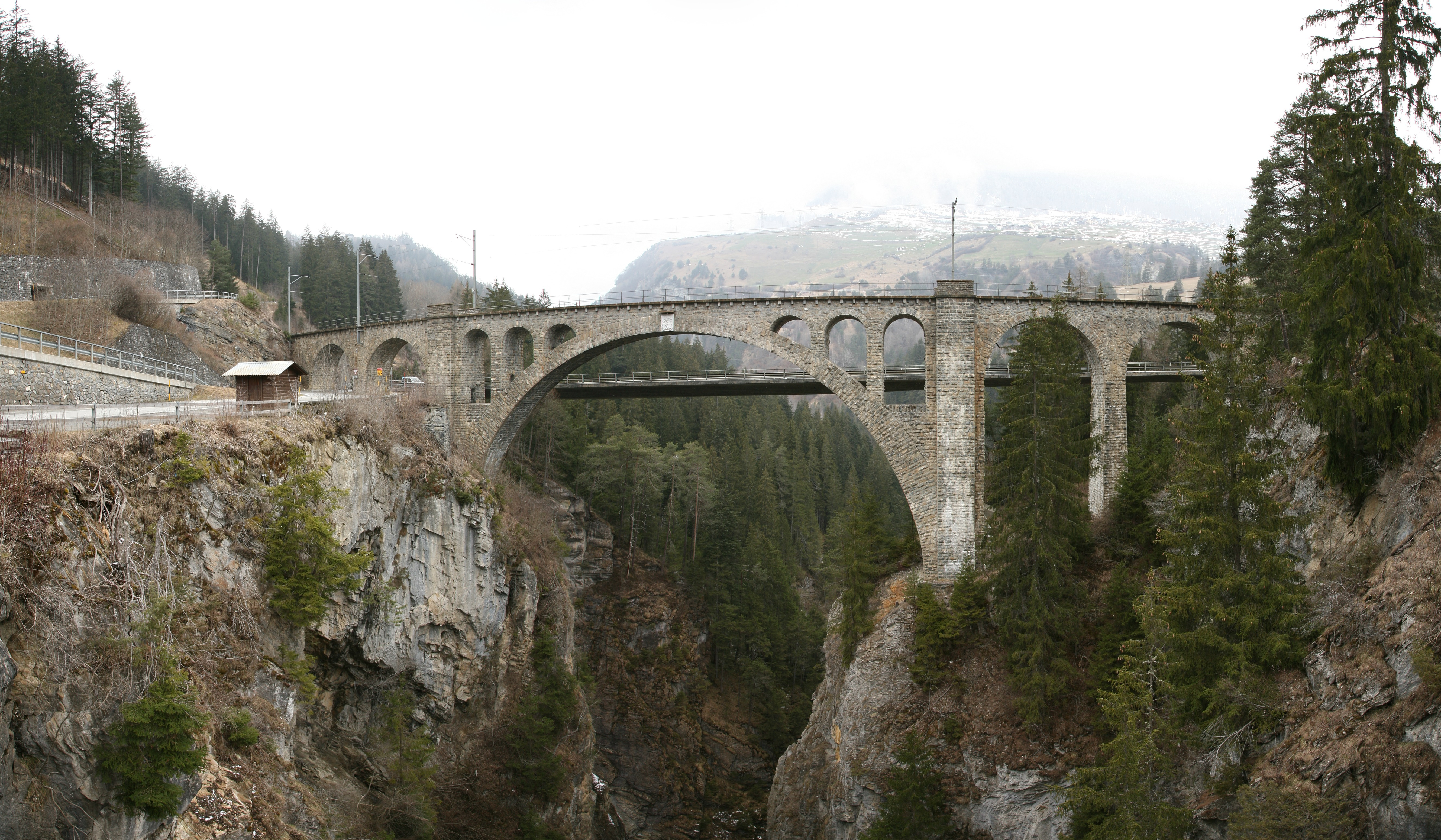
Soliser Viadukt der Rhätischen Bahn, im Hintergrund Soliserbrücke für den Strassenverkehr

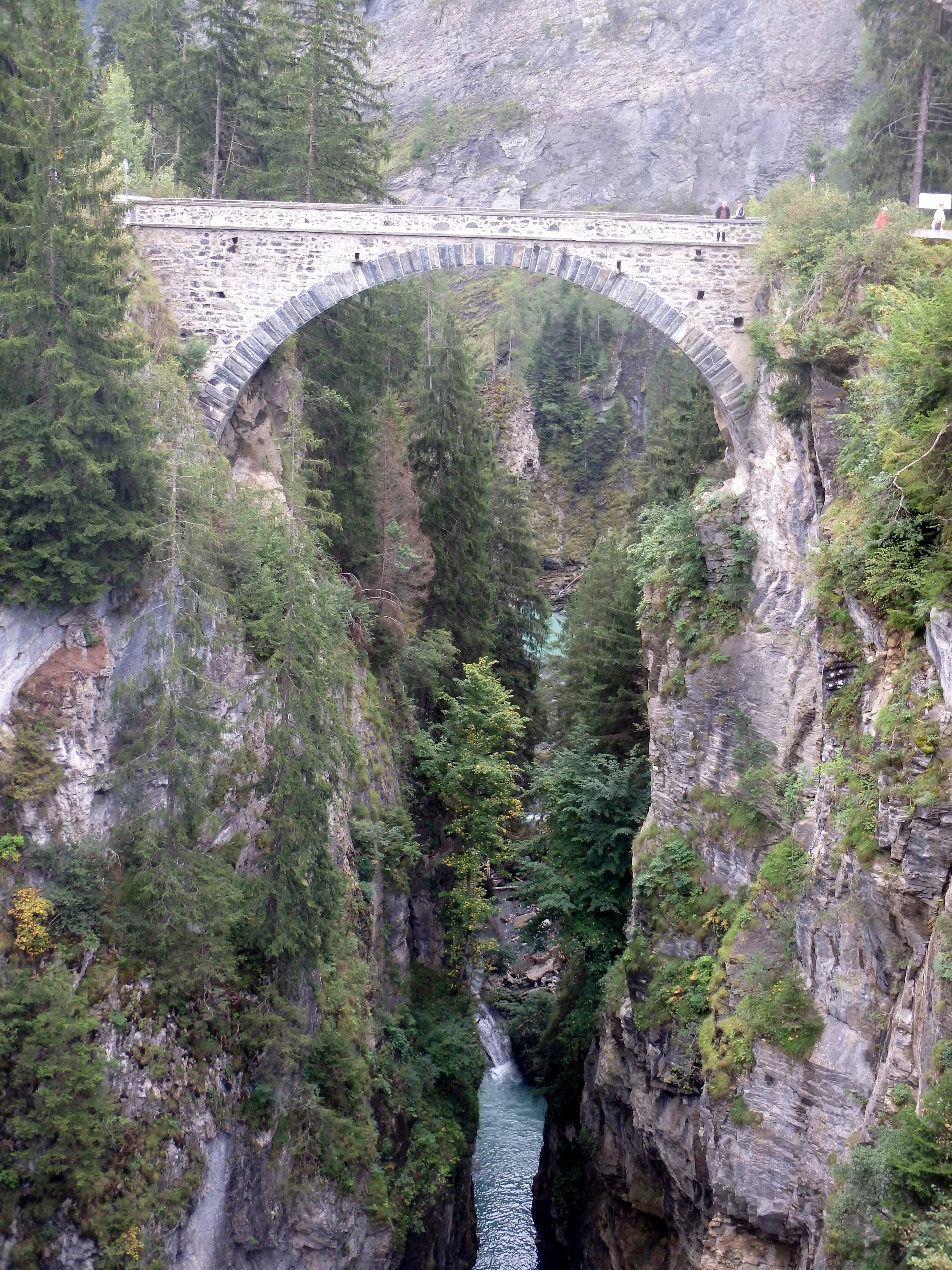
Alte Soliserbrücke

Die heutige alte Bogenbrücke aus Stein wurde vermutlich 1869 erbaut und ersetzte damals eine gedeckte Holzbrücke. Die Soliserbrücke ist die älteste Brücke an dieser engen Stelle neben der Strassenbrücke von 1970 und dem Soliser Viadukt der Rhätischen Bahn (RhB) von 1902. Die Eisenbahnbrücke ist mit 89 Metern die höchste RhB-Brücke.